# سفارت استرالیا در واشینگتن
سفارت استرالیا در واشینگتن (به انگلیسی: Embassy of Australia) یک منطقهٔ مسکونی و نمایندگی سیاسی این کشور در ایالات متحده آمریکا است که در واشینگتن، دی.سی. واقع شده‌است.